# 杉江ぎん
杉江 ぎん（すぎえ ぎん、1898年2月28日 - 1991年3月23日）は、日本の帯の仕立て職人。名古屋帯の創案者。

## 経歴
1898年、愛知県に生まれる。12歳の時から針仕事を始め、着物、羽織、袴などなんでも縫いこなした。1914年（大正3年）頃、後に夫となる杉戸重次郎らと名古屋で名古屋帯を創案した。その後、東京・日本橋で帯の仕立て屋「帯杉本屋」を開業した。
1969年（昭和44年）に『帯結び方百種』（染織美術社）を出版した。戦前から親交の深かった小津安二郎の監督映画作品での着物の衣装担当や、着物作品が「ミセス」などの雑誌に掲載された染織研究家・染織プロデューサーであった浦野理一は刊行に寄せた文中で「杉江さんとは戦前からの古いつき合いですが、（中略）和裁のなかでも特にむずかしい仕立の一つといわれる帯の仕立て、今日では帯の大部分を占める名古屋帯も、杉江さんの創案になるものです」と、ぎんが名古屋帯を創案したことを証している。
現在その技は、ぎんの縁戚にあたり、自身も帯仕立て職人として希少な更紗や縮緬などの古裂（こぎれ）などを素材に創作帯を展開する「帯のアトリエ 花邑 銀座（はなむら ぎんざ）」を東京・銀座で営む杉江羽音に継承されている。また、杉江ぎんの弟、小市が東京・京橋にて開業した杉本屋（現在は杉並区・浜田山に移転した株式会社杉本屋帯裁縫所）も同様にぎんの技能を受け継ぎ、現代に残している。

## 著作
- 杉江ぎん『帯結び方百種』（限定版）染色美術社、1969年。